# Nesztor Ivanovics Sufrics

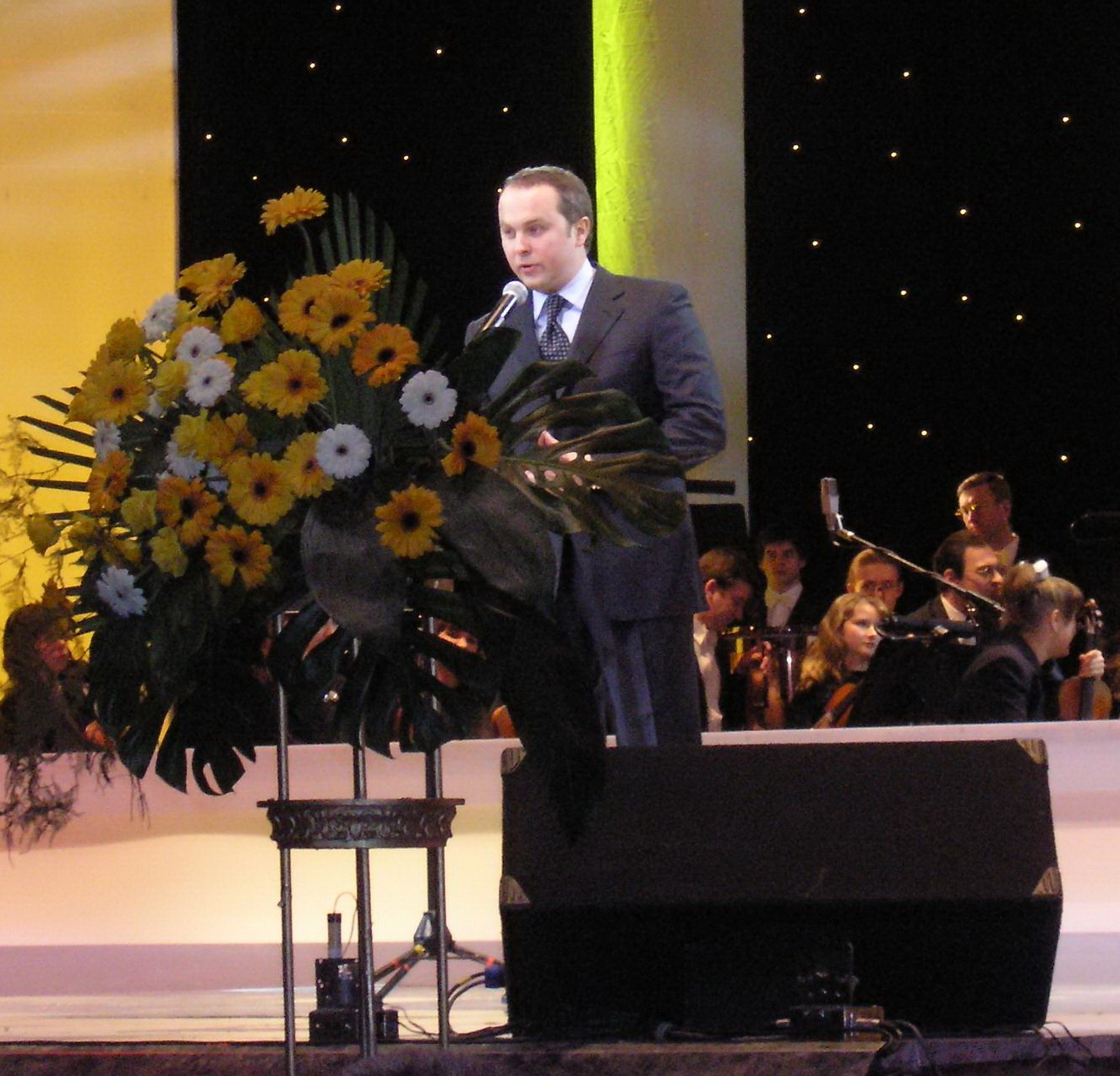
Nesztor Sufrics beszédet mond egy díjátadó ünnepségen Kijevben 2005-ben

Nesztor Ivanovics Sufrics (ukránul: Не́стор Іва́нович Шу́фрич; Ungvár, 1966. december 29. –) ukrán politikus, kárpátaljai származású parlamenti képviselő, aki 1998-tól 2023-ig kisebb megszakításokkal az Ukrán Legfelsőbb Tanács képviselője volt. Sufrics 2017 óta tagja az oroszbarát, euroszkeptikus Ellenzéki Platform – Az Életért (OPZZS) nevű politikai pártnak (mely 2022 májusában Platform az életért és békéért néven alakult újjá), amelyet a 2022-es Ukrajna elleni orosz invázió megindulását követően betiltottak. Sufrics volt a szólásszabadságért felelős parlamenti bizottság elnöke és az ukrán–magyar parlamentközi kapcsolatokért felelős albizottság társelnöke.
2023 szeptemberében Sufricsot hazaárulás gyanújával 60 napos letartóztatásba helyezték óvadék letételének lehetősége nélkül. Az előzetes letartóztatást többször meghosszabbították.

## Kezdeti évek, tanulmányok
Felmenői magyar, szerb és ruszin nemzetiségűek. Sufrics 1992-ben szerzett diplomát az Ungvári Nemzeti Egyetemen történelem szakon. 2004-ben védte meg diplomamunkáját Az agrárgazdaság fejlődése és átalakulása Magyarországon címmel, amellyel elnyerte a közgazdaság-tudományok kandidátusa tudományos fokozatot az Agrárgazdasági Intézettől (Ukrán Agrártudományi Akadémia). Sufrics 1985-től 1987-ig a szovjet hadseregben szolgált, majd tolmácsként dolgozott egy Ungváron működő kereskedelmi-vállalkozásnál.

## Életútja
Sufrics 1989-ben a Retro termelőszövetkezet tanácsadója és a Tekop szovjet–osztrák vállalat kereskedelmi igazgatója volt. 1991-től a West-Contrade ukrán–amerikai vállalat igazgatójaként dolgozott, melynek 1995-ben az elnöke lett.

### Orosz–ukrán konfliktus
1996-tól 2007-ig Sufrics tagja volt a Leonyid Kravcsuk elnök által vezetett Ukrán Egyesített Szociáldemokrata Pártnak, röviden SZDPU(o)-nak. 1998-tól két éven keresztül az Ukrán Legfelsőbb Tanács gazdaságpolitikai, közgazdasági, tulajdonjogi és beruházási bizottságának volt tagja. 1998-ban a Legfelsőbb Tanács privatizációval foglalkozó ellenőrző bizottságba delegálta az SZDPU(o). 1999-től az ukrán elnök, Leonyid Kucsma ifjúságpolitikai nemzeti tanácsának tagja volt. 2001-től 2002-ig az ukrán parlament, a Verhovna Rada költségvetési bizottságának volt a tagja.
2002-ben Sufrics sikertelenül indult az SZDPU(o) képviselőjeként, 20 jelölt közül a harmadik helyen végzett, és a szavazatok 9,2 százalékát szerezte meg. Bekerült viszont a Kárpátaljai Területi Tanács képviselői közé. Három hónap múlva független jelöltként sikeresen indult a Cserkaszi terület 201. egyéni választókerületében. Sufrics 18 képviselőjelölttel versenyzett, a szavazatok 29,8 százalékát sikerült megszereznie. A választások idején a Cserkaszi Húsipari Vállalat elnöke és az SZDPU(o) tagja volt.
- 2002-ben az SZDPU(o) parlamenti képviselője.
- 2003-ban a parlamenti költségvetési bizottság tagja.

A 2005-ös választásokat követően felerősödött az orosz–ukrán konfliktus. A választások végül az orosz irányultságot megtestesítő Viktor Janukovics győzelmét hozták. 2005-ben Sufrics a párt első vezetőhelyettese lett. 1998-ban a Kárpátalja 70. egyéni választókerületben választották meg az SZDPU(o) színeiben, a párt listáján a 22. helyen szerepelt. A körzetben a szavazatok 70,8 százalékával a 12 jelölt közül 16,8 százalékot gyűjtött össze. A választások idején Sufrics még a West-Contrade igazgatója volt.
2006-ban Sufrics az Ellenzéki Blokk "Nem úgy!" párt színeiben, az SZDPU(o) pártszövetség közös listájának 4. helyén indult a választáson. A pártszövetség országosan 1,01 százalékot szerezve, a 3 százalékos parlamenti küszöböt el nem érve elveszítette a választásokat. Az SZDPU(o) pártszövetség delegálásának köszönhetően ugyanakkor bekerült a Krími Autonóm Köztársaság Legfelsőbb Tanácsának képviselők közé. A 2006-os ukrajnai politikai válságot követően Sufricsot a második Janukovics-kormányban a rendkívüli helyzetek miniszterévé nevezték ki.
2007-ben Sufrics a Régiók Pártja pártlistáján indult a pártlista 5. helyéről. A párt megnyerte a választásokat, országosan 34,4 százalékot szerzett a 3 százalékos parlamenti küszöb magabiztos átlépése mellett.
2012. november 23-án Janukovics elnök felmentette Sufricsot az Ukrán Nemzetbiztonsági és Védelmi Tanácsának (RNBOU) helyettes titkári posztjáról, mivel a 2012-es ukrán parlamenti választásokon újraválasztották a parlamentbe. 2012-ben a Régiók Pártja választási listáján a 27. helyen szerepelt.
Sufrics jelen volt a 2014. június 21-i tárgyalásokon, amelyeken Petro Porosenko elnök béketervéről tárgyaltak. Sufrics állítása szerint a kormány felkérésére vett részt Viktor Medvedcsuk közvetítési kísérletében.
2014. szeptember 30-án, mikor Sufrics sajtótájékoztatót akart tartani az odesszai regionális önkormányzat főépületében, ezt megakadályozandó megverték és megsebesítették őt az álarcot és terepszínű egyenruhát viselő szélsőjobboldali nacionalista "Jobboldali Szektor" csoport tagjai.
A 2014-es ukrajnai parlamenti választásokon Sufricsot ismét beválasztották a Verhovna Rada képviselői közé; ezúttal az Ellenzéki Blokk választási listájának a 11. helyéről.
2017 novemberében csatlakozott az Ellenzéki Platform – Az Életért párthoz, melynek listáján, a 7. helyen végzett a 2019-es ukrajnai parlamenti választásokon.

### Orosz–ukrán háború
2022. február 18-án, egy héttel az Ukrajna elleni orosz invázió megindítása előtt, egy televíziós vitaműsor során Jurij Butuszov újságíró fizikailag bántalmazta Sufricsot, miután nem volt hajlandó elítélni Vlagyimir Putyin donbászi és krími invázióját. Ez a verekedés élő adásban történt, nagy nemzetközi visszhang kísérte.
2022. márciusától júniusáig, az invázió kezdeti hónapjaiban Sufrics politikai pártszövetségét, a OPZZS-t először felfüggesztették, majd feloszlatták és betiltották az ukrán kormányzati szervek, amit azzal indokoltak, hogy az OPZZS-nek Oroszországhoz fűződő kapcsolatai vannak.
2023. szeptember 15-én egyidőben 45 helyen tartott házkutatást követően Sufricsot Ukrajna elleni tevékenységre utaló bizonyítékok alapján az Ukrán Biztonsági Szolgálat (SZBU) hazaárulás vádjával letartóztatta. Tizenöt évig terjedő börtönbüntetést szabhatnak ki rá, az SZBU azzal vádolta meg, hogy Sufrics az orosz hírszerzéssel együttműködve Kreml-barát narratívákat terjesztett Ukrajnában, például azt, hogy Ukrajna csak egy mesterséges entitás, vagy hogy az oroszok és az ukránok valójában egy nemzetet alkotnak. A Sufrics otthonában, ingatlanjaiban tartott házkutatások során több tiltott szovjet és orosz militáns eszközt, többek között katonai egyenruhákat, kitüntetéseket, kardokat találtak csakúgy, mint az orosz katonai szimbólumot, a Szent György-szalagot. 2023. október 11-én a kijevi fellebbviteli bíróság helybenhagyta Sufrics őrizetbe vételét.
2024. február 8-án az akkor már előzetes letartóztatásban lévő Sufricsot az SZBU újabb ügyben gyanúsította meg. A bizonyítékok alapján a Krímben található luxusingatlanjainak védelméért pénzt fizetett a Roszgvargyija orosz félkatonai szervezetnek. A Krím déli partján, Szimejizben található 45 ezer m²-es villát 2019-ben vásárolták és a tulajdonjogot az orosz ingatlan-nyilvátratásban jegyezték be.
Idővel Magyarországi gazdasági érdekeltségeire utaló adatok is nyilvánosságra kerültek.

## Magánélete
Felmenői ruszin, magyar és szerb nemzetiségűek, Sufrics beszél magyarul is. Nagyanyja, Tóth Eszter volt magyar nemzetiségű. Apja Ivan Julijovics Sufrics (sz. 1940), aki 1991 után Szlovákia tiszteletbeli konzulja volt Ungváron és a Hoverla labdarúgó klub tiszteletbeli elnöke. Anyja Marija Petrivna (1932–2010) a Szportloto vállalat területi kirendeltségén dolgozott.
Nős, három gyermeke van az első házasságából született fia mellett.
2023 márciusában vagyonát 12 millió euróra becsülték.
Sufrics az Ukrán Nemzeti Olimpiai Bizottság tagja volt, ahonnan 2023 januárjában távozott.
Hobbija a katonai emlékek gyűjtése mellett a vadászat; nagy trófea, szarvasagancs gyűjteménye van.